# Giuseppe Francica-Nava de Bondifè
Giuseppe Francica-Nava di Bondifè (Catania, 23 luglio 1846 – Catania, 7 dicembre 1928) è stato un cardinale e arcivescovo cattolico italiano.

## Biografia
Figlio di Giovanni, barone di Bondifè, e di Caterina Guttadauro dei principi di Reburdone, nipote di Giovanni Battista Guttadauro di Reburdone, vescovo di Caltanissetta dal 1858, che lo ordinò presbitero a Catania nel 1869.
Studiò a Roma, presso l'Accademia dei Nobili ecclesiastici e la Pontificia Università Gregoriana, ove conseguirà il dottorato in filosofia e teologia, nonché presso l'Ateneo di Sant'Apollinare ove conseguirà il dottorato in utroque jure.
Terminati gli studi romani nel 1877, verrà nominato a Caltanissetta prima professore di teologia dommatica al Seminario diocesano e poi, dal 1879, rettore.

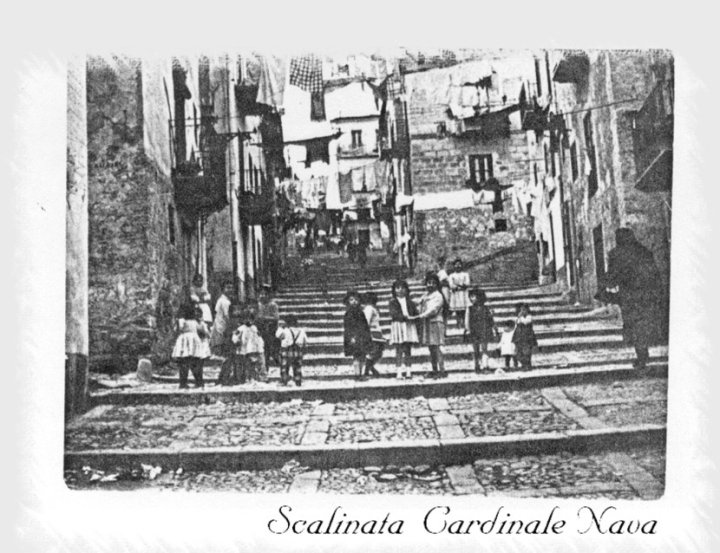
Antica scalinata, oggi via, a Caltanissetta in suo onore

Tra i primi a cogliere nell'enciclica Aeterni patris di Leone XIII un rilancio del tomismo, a Caltanissetta inaugurerà i corsi dell'Accademia teologica di «San Tommaso d'Aquino», da poco istituita dallo zio, con un discorso "De concordia rationis et fidei iuxta mentem divi Thomae" (poi pubblicato a Palermo nel 1882): una messa a punto pedagogico-pratica sul ruolo del tomismo nella moderna cultura cattolica e sulla sua utilizzabilità ai fini di un superamento dell'annoso contrasto scienza-fede, sia come premessa a una riscossa della Chiesa e a una riaffermazione della sua regalità, sia come spinta al rinnovamento della cultura cattolica.
Eletto vescovo titolare di Alabanda ed ausiliare di Caltanissetta. il 9 agosto 1883, verrà consacrato dallo zio Guttadauro di Reburdone il successivo 21 ottobre, con l'assistenza dei fratelli mons. Giovanni Blandini, vescovo di Noto, e mons. Gaetano Blandini, vescovo ausiliare di Girgenti.
Il 4 maggio 1889 fu inviato come nunzio apostolico in Belgio e promosso il 24 successivo alla sede titolare arcivescovile di Eraclea. In Belgio patrocinà la fondazione dell'Istituto superiore di filosofia tomistica presso l'Università di Lovanio, nel 1889.
Il 18 marzo 1895 sarà eletto arcivescovo di Catania e richiamato in Italia, ma le esigenze della diplomazia vaticana faranno sì che sia riconfermato anche nella carica di Nunzio e anzi il 25 luglio 1896 gli sarà assegnata la sede di Madrid ove rimarrà fino al 5 dicembre 1899.
Venne nominato cardinale presbitero del titolo dei Santi Giovanni e Paolo da papa Leone XIII nel 1899, rientrando in diocesi solo nei primi giorni del 1900.
Degli affari della diocesi catanese, aveva preso a occuparsi già nell'estate del 1897 quando, ottenuto un congedo trimestrale dalla nunziatura di Madrid, vi aveva compiuto la prima visita pastorale. Consapevole dell'insufficienza di un'azione puramente caritativa per combattere il disagio appena evidenziato dai Fasci siciliani, non esiterà a proiettare la fede sul terreno dei problemi sociali: a ciò lo avevano predisposto la sua cultura tomistica e gli anni trascorsi in Belgio durante i quali aveva assistito al forte sviluppo della legislazione sociale con il contributo decisivo del partito cattolico.
Favorirà pertanto l'ingresso a Catania dell'Opera dei congressi, da lui considerata il momento associativo più idoneo a rilanciare la presenza attiva della Chiesa nella vita della nazion; curerà inoltre la fondazione di una serie di enti tra i quali il Circolo della gioventù democratica cristiana, il Circolo degli Studenti "Leone XIII", il Circolo universitario e l'Unione professionale cattolica.
Tra il 1897 e il 1923 effettuò sei visite pastorali, che furono propedeutiche alla convocazione del sinodo diocesano, riunito a Catania tra il 14 e il 16 aprile 1918: il primo che si tenesse da 250 anni e, con i suoi 38 decreti, rappresenterò il vero punto d'arrivo della linea pastorale seguita dal Francica Nava.
Negli anni di episcopato indisse e presiedette diversi e partecipati (oltre 30.000 persone) pellegrinaggi a piedi nel Santuario della Madonna della Sciara di Mompilieri, a Mascalucia, di cui egli stesso decretò l'erezione canonica «per tutta la diocesi nostra» il 1º agosto 1923.

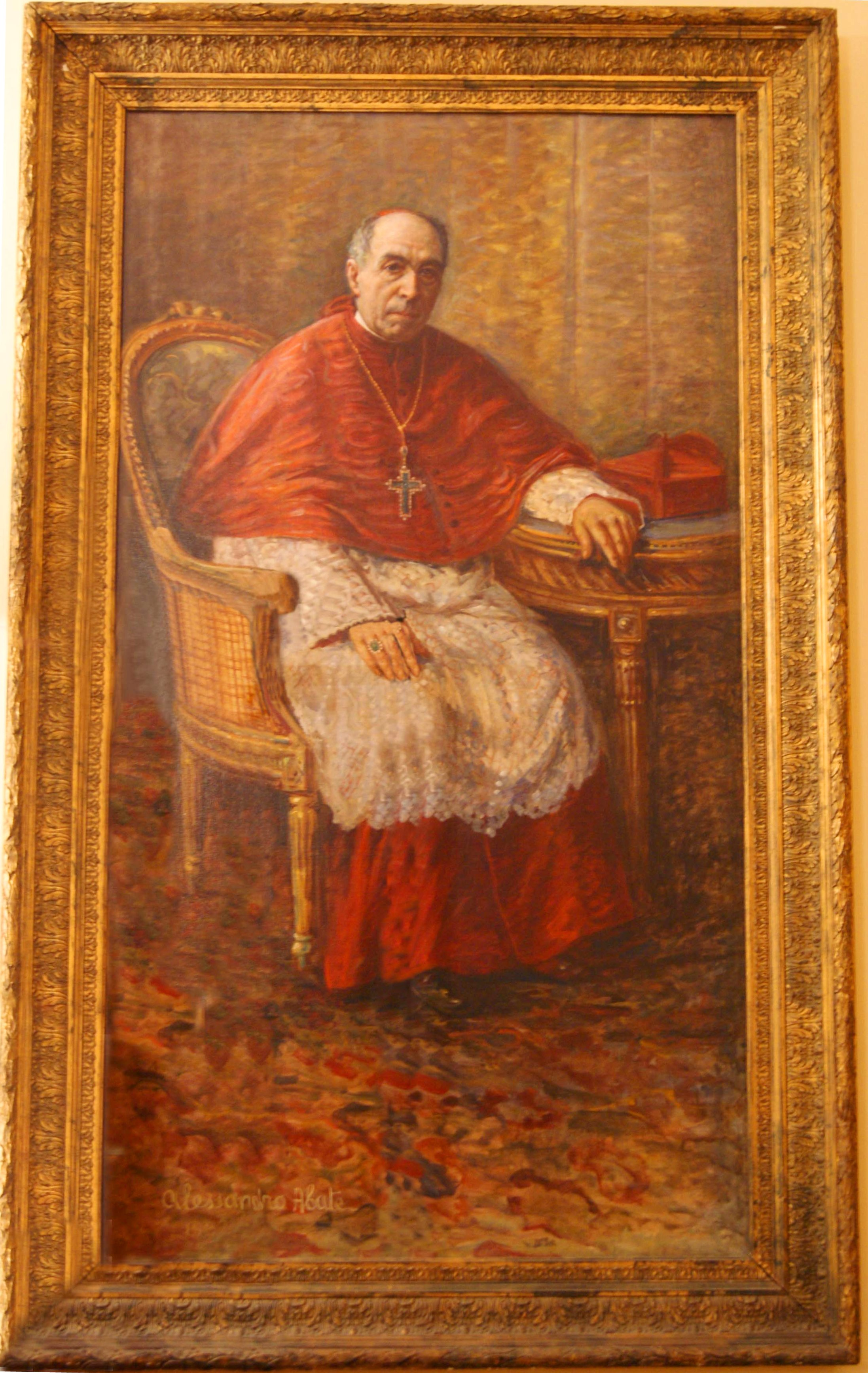
Alessandro Abate, Ritratto del card. Giuseppe Francica Nava; pinacoteca del museo diocesano di Catania.

Partecipò ai conclavi del 1903 che eleggerà Pio X, del 1914 che eleggerà Benedetto XV e del 1922 da cui uscirà eletto Pio XI che lo nomina cardinale protopresbitero.
Spirò all'alba del 7 dicembre 1928 all'età di 82 anni e, dopo i funerali il giorno 11 nella cattedrale, celebrati dal coadiutore mons. Emilio Ferrais, venne tumulato in cattedrale, in un sarcofago di pietra bianca, sostituito poi nel 1932 dal monumento in  marmo e bronzo voluto dalla famiglia.

## Genealogia episcopale e successione apostolica
La genealogia episcopale è:
- Cardinale Scipione Rebiba
- Cardinale Giulio Antonio Santori
- Cardinale Girolamo Bernerio, O.P.
- Arcivescovo Galeazzo Sanvitale
- Cardinale Ludovico Ludovisi
- Cardinale Luigi Caetani
- Cardinale Ulderico Carpegna
- Cardinale Paluzzo Paluzzi Altieri degli Albertoni
- Papa Benedetto XIII
- Papa Benedetto XIV
- Papa Clemente XIII
- Cardinale Marcantonio Colonna
- Cardinale Giacinto Sigismondo Gerdil, B.
- Cardinale Giulio Maria della Somaglia
- Cardinale Luigi Lambruschini, B.
- Cardinale Girolamo d'Andrea
- Vescovo Giovanni Battista Guttadauro di Reburdone
- Cardinale Giuseppe Francica-Nava de Bondifè

La successione apostolica è:
- Vescovo Antoine Stillemans (1890)
- Vescovo Antonio Maria Cesareo (1896)
- Vescovo Pedro Juan Campins y Barceló (1898)
- Arcivescovo Ferdinando Fiandaca (1903)
- Vescovo Mario Sturzo (1903)
- Arcivescovo Giovanni Jacono (1918)
- Arcivescovo Giacomo Carabelli (1921)

## Ascendenza
|                                                    |                                                  |                                                | Genitori |  |  | Nonni |  |  | Bisnonni                                                       |  |  | Trisnonni |  |
|                                                    |                                                  |                                                | |  |  |       |  |  | Giovanni Francica Nava, barone di Bondifè, signore di Carrubba |  |  | Giuseppe Francica Nava, barone di Bondifè, barone di Belliscara e Burgio ossia Torrevecchia, signore di Carrubba |  |
|                                                    |                                                  |                                                | |  |  |       |  |  | Giovanni Francica Nava, barone di Bondifè, signore di Carrubba |  |  | Giuseppe Francica Nava, barone di Bondifè, barone di Belliscara e Burgio ossia Torrevecchia, signore di Carrubba |  |
|                                                    |                                                  | Concetta Montalto di Milocca                   | |  |  |       |  |  | Giovanni Francica Nava, barone di Bondifè, signore di Carrubba |  |  | |  |
| Giuseppe Francica Nava, barone di Bondifè          |                                                  |                                                | |  |  |       |  |  | Giovanni Francica Nava, barone di Bondifè, signore di Carrubba |  |  | |  |
|                                                    |                                                  | Anna Maria Arezzo                              | Marchese Orazio Arezzo |  |  |       |  |  |                                                                |  |  | |  |
|                                                    |                                                  | Anna Maria Arezzo                              | Marchese Orazio Arezzo |  |  |       |  |  |                                                                |  |  | |  |
|                                                    |                                                  | Anna Maria Arezzo                              | Maria Anna FitzGerald e Browne dei duchi di Leinster                                                                        |  |  |       |  |  |                                                                |  |  | |  |
| Giovanni Raffaele Francica Nava, barone di Bondifè |                                                  | Anna Maria Arezzo                              | |  |  |       |  |  |                                                                |  |  | |  |
|                                                    |                                                  | Antonino Maria Beneventano, signore di Montone | Vincenzo Beneventano, barone del Bosco di Schifano                                                                          |  |  |       |  |  |                                                                |  |  | |  |
|                                                    |                                                  | Antonino Maria Beneventano, signore di Montone | Vincenzo Beneventano, barone del Bosco di Schifano                                                                          |  |  |       |  |  |                                                                |  |  | |  |
|                                                    |                                                  | Antonino Maria Beneventano, signore di Montone | Eulalia Rosa, signora di Montone                                                                                            |  |  |       |  |  |                                                                |  |  | |  |
| Eulalia Beneventano                                |                                                  | Antonino Maria Beneventano, signore di Montone | |  |  |       |  |  |                                                                |  |  | |  |
|                                                    |                                                  | Teresa La Rocca                                | Cav. Giovanni Battista La Rocca                                                                                             |  |  |       |  |  |                                                                |  |  | |  |
|                                                    |                                                  | Teresa La Rocca                                | Cav. Giovanni Battista La Rocca                                                                                             |  |  |       |  |  |                                                                |  |  | |  |
|                                                    |                                                  | Teresa La Rocca                                | Anna Maria Ribera |  |  |       |  |  |                                                                |  |  | |  |
| Giuseppe Francica Nava di Bondifè                  |                                                  | Teresa La Rocca                                | |  |  |       |  |  |                                                                |  |  | |  |
|                                                    | Enrico Giacomo Guttadauro, principe di Reburdone | Cav. Cesare Francesco Guttadauro               | |  |  |       |  |  |                                                                |  |  | |  |
|                                                    | Enrico Giacomo Guttadauro, principe di Reburdone | Cav. Cesare Francesco Guttadauro               | |  |  |       |  |  |                                                                |  |  | |  |
|                                                    | Enrico Giacomo Guttadauro, principe di Reburdone | Francesca Interlandi di Bellaprima             | |  |  |       |  |  |                                                                |  |  | |  |
| Luigi Guttadauro, principe di Reburdone            | Enrico Giacomo Guttadauro, principe di Reburdone |                                                | |  |  |       |  |  |                                                                |  |  | |  |
|                                                    |                                                  | Caterina Antonia Macrì                         | … |  |  |       |  |  |                                                                |  |  | |  |
|                                                    |                                                  | Caterina Antonia Macrì                         | … |  |  |       |  |  |                                                                |  |  | |  |
|                                                    |                                                  | Caterina Antonia Macrì                         | … |  |  |       |  |  |                                                                |  |  | |  |
| Caterina Guttadauro                                |                                                  | Caterina Antonia Macrì                         | |  |  |       |  |  |                                                                |  |  | |  |
|                                                    |                                                  | Cav. Ignazio Reggio                            | Luigi Reggio e Branciforte, principe della Catena, principe di Aci Sant'Antonio e Aci San Filippo, principe di Campofiorito |  |  |       |  |  |                                                                |  |  | |  |
|                                                    |                                                  | Cav. Ignazio Reggio                            | Luigi Reggio e Branciforte, principe della Catena, principe di Aci Sant'Antonio e Aci San Filippo, principe di Campofiorito |  |  |       |  |  |                                                                |  |  | |  |
|                                                    |                                                  | Cav. Ignazio Reggio                            | Caterina Gravina di Palagonia                                                                                               |  |  |       |  |  |                                                                |  |  | |  |
| Dorotea Reggio                                     |                                                  | Cav. Ignazio Reggio                            | |  |  |       |  |  |                                                                |  |  | |  |
|                                                    |                                                  | Antonia San Martino di Ramondetta              | Giovanni Maria San Martino di Ramondetta, duca di Montalbo                                                                  |  |  |       |  |  |                                                                |  |  | |  |
|                                                    |                                                  | Antonia San Martino di Ramondetta              | Giovanni Maria San Martino di Ramondetta, duca di Montalbo                                                                  |  |  |       |  |  |                                                                |  |  | |  |
|                                                    |                                                  | Antonia San Martino di Ramondetta              | Maria Reggio di Campofiorito                                                                                                |  |  |       |  |  |                                                                |  |  | |  |
|                                                    |                                                  | Antonia San Martino di Ramondetta              | |  |  |       |  |  |                                                                |  |  | |  |